# هجوم مسجد بيشاور 2022
في 4 مارس 2022، هاجم تنظيم الدولة الإسلامية - ولاية خراسان مسجد شيعي أثناء صلاة الجمعة في بيشاور، خيبر بختونخوا، باكستان، مما أسفر عن مقتل 63 شخصًا على الأقل وإصابة 196 آخرين. يعد هذا الاعتداء الأكثر دموية في البلاد منذ العام 2018.

## الهجوم
في 4 مارس 2022 وفي الساعة 12:55 مساءً (توقيت باكستان الرسمي)، أثناء تجمع المصلين في مسجد كوتشا ريسالدار الشيعي في بيشاور لأداء صلاة الجمعة، وصل رجلان مسلحان يرتديان ملابس سوداء قرب المسجد، وقاما باطلاق النار على عنصري شرطة خارج مبنى المسجد. قتل مهاجم وشرطي في الاشتباك وأصيب الشرطي الآخر.
ثم دخل المهاجم المتبقي القاعة الرئيسية بالمسجد وفتح النار على المصلين. وبعد ثوانٍ، فجر نفسه بعبوة تحمل حوالي 150 كرات حديدية صغيرة و5 كيلوغرامات من المتفجرات، مما تسبب في انفجار قوي، دمر المسجد من الداخل فيما تناثر الزجاج المحطّم في الشوارع. وقال المفتش العام للشرطة إن الانفجار وقع في الصف الثالث بالمسجد.

## الضحايا
تم نقل الضحايا إلى مستشفى ليدي ريدينغ، وتوفي 57 عند وصولهم و10 أشخاص دخلوا المستشفى «في حالة حرجة». وقال متحدث باسم المستشفى في اليوم التالي إن 37 شخصًا على الأقل ظلوا في المستشفى من بينهم أربعة على الأقل في حالة خطيرة، وتوفي ستة خلال الليل، وبذلك ارتفع عدد القتلى إلى 63 شخصًا. وبلغ عدد الإصابات 196 شخصاً.
يعتقد أحد مسؤولي الشرطة أن الكرات الحديدية تسببت في معظم الوفيات، وأن العديد من الضحايا بترت أطرافهم بسبب الشظايا. وكان من بين القتلى إمام الصلاة العلامة إرشاد حسين خليل، الذي وصفته أسوشيتد برس بأنه «زعيم شيعي شاب بارز وناجح». وتوفي الشرطيان اللذان كانا يحرسان المسجد.
يعد هذا الهجوم الأكثر دموية في باكستان منذ تفجير التجمع الانتخابي عام 2018 في ماستونج، بلوشستان.

## ما بعد الهجوم
في 5 مارس 2022، أعلن تنظيم الدولة الإسلامية-ولاية خراسان مسؤوليته عن الهجوم عبر وكالة أعماق الإخبارية، وأعلن بأن الانتحاري اسمه جليبيب الكبلي.
وفي مؤتمر صحفي في اليوم التالي، قال مسؤولون أمنيون إنه اسم مستعار وحددوا هوية المهاجم. وقال كل من تنظيم الدولة الإسلامية والمسؤولين الأمنيين إنه مواطن أفغاني. وأضاف المسؤولون أنه هاجر إلى باكستان منذ عقود، وأن والديه كانا أبلغا عن فقدانه، وكانا يشتبهان في انضمامه إلى تنظيم الدولة الإسلامية.
أقيمت جنازة 24 ضحية مساء يوم 4 مارس 2022 وصباح اليوم التالي في منطقة بوابة كوهاتي. وجرت مراسم الجنازة، التي حضرها مئات الأشخاص، في ظل إجراءات أمنية مشددة، بما في ذلك استخدام الكلاب البوليسية والتفتيش الجسدي الذي أجرته كل من الشرطة وقوات الأمن الشيعية. وطالبت الطائفة الشيعية، التي شعرت بأن أمن الحكومة كان متساهلاً للغاية قبل الهجوم، بتوفير حماية أفضل. ونظموا احتجاجات في جميع أنحاء البلاد مساء يوم 4 مارس لإدانة الهجوم.